# Tenryū (Fluss)
Der Tenryū (jap. 天竜川, -gawa, dt. „Fluss des Himmelsdrachen“) ist ein Fluss auf der japanischen Hauptinsel Honshū. Er ist mit einer Länge von 213 km der neuntlängste Fluss Japans. Er führt eine Wassermenge von durchschnittlich 135 m³/s und bedeckt eine Gesamtfläche von 5090 km².
Die Quelle des Tenryū ist der Suwa-See in der Präfektur Nagano. Auf seinem Weg zum Pazifischen Ozean durchfließt er neben der Präfektur seiner Quelle noch die Präfekturen Aichi und Shizuoka.

## Geografie
Auf dem Gebiet der Stadt Okaya entspringt der Tenryū als einziger Abfluss des Suwa-Sees. Ab der kreisangehörigen Stadt Tatsuno im Landkreis Kamiina durchfließt er das Ina-Becken, für dessen Entstehung er im geomorphologischer Hinsicht verantwortlich ist. Nachdem er einen Teil der Präfektur Aichi durchflossen hat, fließt er weiter durch die Präfektur Shizuoka und mündet auf der Grenze der Städte Hamamatsu und Iwata in den Pazifischen Ozean. Aufgrund der Unberechenbarkeit des Tenryū sind die Ufer mit Deichen geschützt. Seit älterer Zeit wurde der Tenryū auch „wütender Fluss“ (abare-gawa) genannt.

## Verlauf des Flusses
Der Tenryū durchfließt folgende Orte:
- Präfektur Nagano
  - Okaya
  - Landkreis Kamiina
    - Tatsuno
    - Minowa
    - Minamiminowa

  - Ina
  - Landkreis Kamiina
    - Miyada

  - Komagane
  - Landkreis Kamiina
    - Iijima
    - Nakagawa

  - Landkreis Shimoina
    - Matsukawa
    - Takamori
    - Toyooka
    - Takagi

  - Iida
  - Landkreis Shimoina
    - Shimojō
    - Yasuoka
    - Anan
    - Tenryū
- Präfektur Aichi
  - Landkreis Kitashitara
    - Toyone
- Präfektur Shizuoka
  - Hamamatsu
  - Iwata